# Keifuku Electric Railroad
La Keifuku Electric Railroad Co., Ltd. (京福電気鉄道株式会社, Keifuku Denki Tetsudō Kabushiki-gaisha), est une compagnie de transport de passagers qui exploite notamment le tramway de Kyoto au Japon. C'est une filiale de la compagnie Keihan Electric Railway.

## Histoire
La Keifuku Electric Railroad est officiellement fondée le 2 mars 1942, reprenant l'activité ferroviaire de la Kyoto Dento (京都電燈) (lignes Arashiyama, Kitano et Eizan). Le 1er août de la même année, elle récupère les lignes Mikuni Awara et Kurama, puis en 1944 les lignes Katsuyama Eiheiji et Maruoka. Cette dernière est fermée en 1964.
Le 1er avril 1986, la compagnie transfère les lignes Eizan et Kurama à la compagnie Eizan Electric Railway.
Le 1er février 2003, la compagnie cède les lignes Mikuni Awara et Katsuyama Eiheiji à la nouvelle compagnie Echizen Railway, ne gardant que les 2 lignes du tramway de Kyoto.

## Réseau

### Tramway
La compagnie exploite les deux lignes du tramway de Kyoto, également appelé Randen (嵐電).
| Ligne                       | Nom japonais | Terminus                            | Longueur (km) | Arrêts |
| --------------------------- | ------------ | ----------------------------------- | ------------- | ------ |
| Ligne principale Arashiyama | 嵐山本線     | Shijō-Ōmiya - Arashiyama            | 7,2           | 13     |
| Ligne Kitano                | 北野線       | Kitano-Hakubaichō - Katabiranotsuji | 3,8           | 10     |

### Funiculaire
La compagnie exploite le funiculaire Eizan (叡山ケーブル, Eizan Kēburu) situé sur le mont Hiei au nord-est de Kyoto.

### Téléphérique
La compagnie exploite le téléphérique Eizan (叡山ロープウェイ, Eizan Rōpuwei) également situé sur le mont Hiei.